# Josef Rydén
Karl Josef Samuel Rydén, född 23 november 1932 i Kulltorps församling, Jönköpings län, är en svensk lektor, hembygdsforskare, kulturskribent och författare.
Josef Rydén har varit lärare vid Brinellgymnasiet i Nässjö. Han delade Gnosjö kommuns kulturpris 1984 med Birgitta Petersson. Han var ordförande för Riksförbundet för hembygdsvård/Sveriges hembygdsförbund under tiden 1988–1993. Han har skrivit en rad kulturartiklar och recensioner i Jönköpings-Posten och blev hedersdoktor vid Högskolan i Jönköping 2004. Han mottog Smålands Akademis och Hallpressens kulturpris till minne av Viktor Rydberg 2007.
Han var från 1955 gift med Rut Inga Maria Rydén (1930–2000) och är far till ingenjören Bo Rydén (född 1957) och Eva Katarina Rydén (född 1961).